# Бёйст, Пальмира
Пальмира Бёйст (нидерл. Palmyre Maria Ludovica Buyst; 22 ноября 1875, Гент — 4 августа 1957, Буйон) — бельгийская пианистка, музыкальный педагог и композитор. Мать композитора Жанны Виньери.

## Биография
Окончила Гентскую консерваторию (1895), ученица Артура Де Грефа (фортепиано) и Адольфа Самуэля (контрапункт). В 1901 году была первой женщиной, участвовавшей в конкурсе на соискание бельгийской Римской премии. На рубеже столетий концертировала в разных городах Бельгии, в том числе в ансамбле со Стэнли Мозесом. Затем бо́льшую часть жизни преподавала в Гентской консерватории.
Соната Бёйст для скрипки и фортепиано записана Паулем Клинком и Люком Васом (1997).